# Manicaria

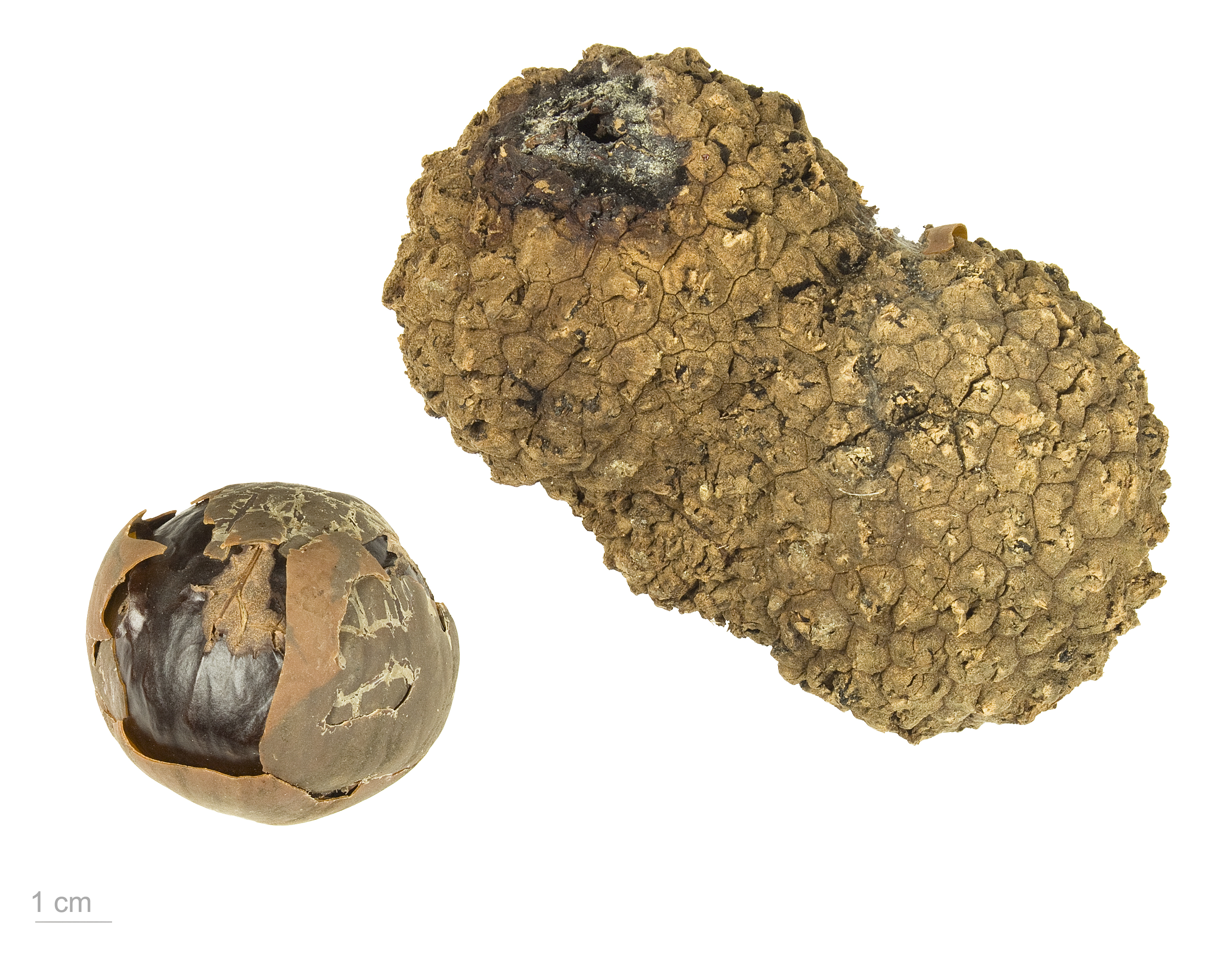
Manicaria saccifera - MHNT

Manicaria é um género botânico pertencente à família Arecaceae.

## Espécies selecionadas
- Manicaria atricha
- Manicaria martiana
- Manicaria plukenetii
- Manicaria saccifera